# Hans Scholl
Hans Scholl (22. září 1918, Ingersheim, Německo – 22. února 1943, Mnichov, Německo) byl německý student, jeden z pěti zakladatelů nenásilné protinacistické skupiny Bílá růže, kterou se svou sestrou Sophií posléze v podstatě vedl. V únoru 1943 byl přistižen při distribuci protinacistických a protiválečných letáků, zatčen když je roznášel spolu se Sophií po Mnichovské univerzitě, odsouzen k smrti pro velezradu a popraven gilotinou. V roce 2003 ho diváci německé veřejnoprávní televize ZDF v anketě Naši nejlepší svými hlasy umístili i s jeho sestrou na 4. místě v žebříčku největších osobností z řad německého národa.